# 徳川斉脩
徳川 斉脩（とくがわ なりのぶ）は、常陸国水戸藩の第8代藩主。第7代藩主・徳川治紀の長男。官位は従三位、権中納言。御簾中は第11代将軍・徳川家斉の七女・峰姫（第12代将軍・徳川家慶の異母妹で、14代将軍・徳川家茂の父徳川斉順の同母姉）。

## 生涯

### 幼年期から藩政前期
第7代藩主・徳川治紀の長男として江戸小石川藩邸に生まれる。母は松永直良の娘・五百（浄生院）。幼名は栄之允、のち鶴千代。諡号は哀公、字は子誠、号は鼎山、天然子、信天翁、瓢亭など。
若年の頃は聡明で知られ、義公（2代藩主光圀）の再来と期待をかけられた。文才芸能に優れ、古道具収集の趣味を持ち、特にその書は秀でたもので、斉脩の性格を映してか、書体は繊細で優美とされる。しかし、生来体が丈夫ではなく、柔弱な性格であったため、藩政は譜代の重臣に任せ、保守門閥派による金権政治が横行した。また、13年間の治世で一度も水戸領に入ることがなく、領内士民に接する機会のなかった藩主であった。
享和3年（1803年）、7歳の時、将軍徳川家斉の七女峰姫（当時4歳）と婚約し、文化11年（1814年）に結婚した。
文化13年（1816年）、父・治紀の死去を受け、家督を継いだ。時に20歳であった。
翌文化14年（1817年）、藤田幽谷は斉脩に上書を出し、門閥派の巨頭と目していた付家老の中山信敬の引退を主張した。中山家は紀州や尾張の付家老とも連携して、大名同等の扱いになるほどに権力拡大していた。信敬は病もあって文政2年（1819年）に退任し、幾分力を削がれはしたものの、藩政が門閥派主導であるは変わらなかった。
水戸藩の慢性化した苦しい藩財政は、斉脩の治世においても大きな問題であったが、斉脩の代での財政施策は、前代の治紀とは大きく雰囲気が異なった。一つは幕府からの援助である。斉脩の御簾中が将軍の娘であることから、幕府との関係は円滑に運んだ。文政2年（1819年）暮れに、それまでの幕府からの拝借金9万2千両の返済免除が認められた。文政4年（1821年）には、さらに10万両の拝借金も全て返済不要となり、借金が皆無になったばかりでなく、10年にわたり毎年9千5百両ずつ助成金を受けることになった。これには斉脩も満悦であったという。また文政7年（1824年）には9千5百両の助成金が、さらに翌年から1万両の永続金として贈られることとなった。幕府からの援助を引き出した功により、門閥派の家老榊原照昌らが加増を受けている。
また一つは、前代の治紀には廃止していた献金郷士制の復活である。文政年間に25名の献金郷士が採用され、すでに献金郷士となった者でさらに献金をし、格式・禄高を進められた者もあった。その中でも有名な人物が大久保今助である。水戸領の農民の出身ながら、江戸に出て富豪となり、多額の献金によって勘定奉行上座格500石取りにまでなった。

### 大津浜異人上陸事件と波紋
前代・治紀の文化4年（1807年）に初めて水戸藩近海に異国船が現れて以降、異国船の出没は次第に増えていったが、斉脩の時代、文政6年（1823年）の頃には頻繁になっていた。文政6年（1823年）6月9日から12日にかけて、那珂湊の沖合に国籍不明の異国船が何度も接近し、那珂湊が水戸城へ近いだけに水戸城下は緊張し、藩は海岸の防備を固めた。
翌文政7年（1824年）5月28日、水戸藩領の北端部、付家老中山家の知行地である大津（北茨城市大津町）の浜へ、異人12人が上陸する事件が起こった。上陸の異人を軟禁の上、水戸と幕府に急使が出され、水戸藩兵の警戒の下、幕府代官の到着を待って尋問が行われた。取り調べた結果、はじめロシア人とばかり思われていた異人は、イギリス人の捕鯨船員であり、船内に壊血病者が出ており、新鮮な野菜や水を補給するために上陸したと主張した。幕府はこの主張をそのまま受け入れる形で、野菜や鶏肉、水を与えて船員全員を本船に返した。
しかし、主に藤田幽谷門下の学者は、上陸した異人の真の目的は侵略の準備であるとしてこの対応を弱腰と非難し、水戸藩において攘夷思想の拡がる契機となった。異人の取り調べに筆談役として参加した幽谷門下の会沢正志斎は、事件の翌文政8年に「新論」を著して斉脩に呈上したが、斉脩は幕府の反応を恐れ発表を控えた。しかし非公式に出版され、のちの幕末の攘夷志士に多大な影響を与えることとなる。
また、同じく文政8年、幕府は異国船打払令を発している。

### 継嗣問題と死去
同じ文政6年頃から、御簾中峰姫との結婚より10年目を迎えて、いまだ子女がなかったことにより、継嗣問題が表面化する。
文政6年（1823年）の頃、峰姫の父である徳川家斉は、多くの子のうち誰かを水戸家へ養子に遣わしたいと峰姫にもらしたという（『水の一すち』）。斉脩の4人の異母弟のうち、1人は早世し、2人（松平頼恕、松平頼筠）は支藩の養子に出ていたが、三男の敬三郎（紀教、のちの斉昭）が部屋住みで残っていた。
文政11年（1828年）頃になると、家斉の第20子の恒之丞（徳川斉彊）が養子候補に挙がり、恒之丞と敬三郎（斉昭）の長女・賢姫（のちに宇和島藩主伊達宗城と婚約するも夭逝した）とを結婚させて、水戸藩を継がせるという話も出た。将軍の子の養子入りで幕府との関係を深め、さらなる援助または加増を図りたい上士層に対し、おもに下士層からなる改革派は斉脩の治世で冷遇されたこともあって激しく反発し、血統から舎弟・敬三郎の継承を主張して、激しく対立した。
文政12年（1829年）9月、折から病となっていた斉脩の病状が悪化し、10月1日、敬三郎（斉昭）擁立派40名あまりが無断で江戸に上り、緊迫した事態となった。そうした中、斉脩は10月4日に死去した。享年33。
ほどなく、敬三郎を養子とする旨の遺書が見つかり、継嗣問題が決着し、幕府の許可を得て敬三郎（斉昭）が家督を継いだ。
遺書において、自分は薄徳の身であるから、葬儀は簡素にし、諡号も先代たちのように立派なものではなく「哀」か「戻」にして欲しい、とあったことから、哀公と諡された。

## 官職および位階等の履歴
※日付＝旧暦
- 1797年（寛政9年）3月16日、誕生。栄之允を称する。
- 1799年（寛政11年）3月、世継ぎとなる。鶴千代と改める。
- 1810年（文化7年）7月2日、元服し、将軍徳川家斉の偏諱を授かり、斉脩と名乗る。従四位上に叙し、左衛門督に任官。
- 1811年（文化8年）12月1日、正四位下に昇叙し、左近衛権少将を兼任。
- 1814年（文化11年）12月1日、従三位に昇叙し、右近衛権中将に転任。
- 1816年（文化13年）9月28日、水戸家の家督を相続し、藩主となる。　　12月11日、参議に補任。
- 1825年（文政8年）12月1日、権中納言に転任。
- 1829年（文政12年）10月4日、薨去。諡号は哀公、墓所は茨城県常陸太田市の瑞龍山。

## 家系
- 父：徳川治紀
- 母：浄生院、お五百 - 小池氏
- 御簾中：峰姫（峯寿院） - 徳川家斉の七女
- 養子
  - 男子：徳川斉昭 - 実弟